# Real Fuerte de la Concepción

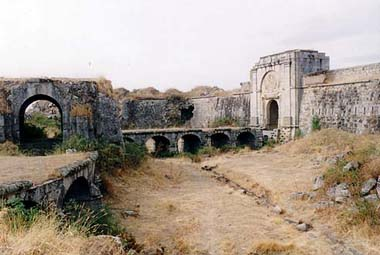
Real Fuerte de la Concepción, Espanha: ponte de acesso e Portão de Armas.

O Real Fuerte de la Concepción localiza-se na província de Salamanca, em Espanha, próximo à ribeira de Tourões — que assinala a fronteira com Portugal —, e a nove quilómetros da Praça-forte de Almeida.
Erigido na segunda metade do século XVII no contexto da Guerra da Restauração de Portugal, foi mais tarde abandonado. Foi reconstruído durante a Guerra da Sucessão de Espanha (1701-1713) e desactivado em 1810 por ordem do Duque de Wellington durante a Guerra Peninsular.